# デッドリー・ダズン
デッドリー・ダズン（Deadly Dozen）は、Infogramesから2001年に発表された、分隊ベースの三人称/一人称視点シューティングゲームである。

## 概要
第二次世界大戦中の1942年から1945年にかけて、ノルウェー、フランス、アフリカ、そしてドイツ本国など、ナチス・ドイツ勢力下の地域での戦いが描かれる。プレイヤーは狙撃や隠密行動、爆発物の取扱など、様々な技能を有する12人の隊員から成るアメリカ軍の特殊部隊を指揮し、ドイツ軍を相手に特殊作戦を展開することとなる。任務の性質に合わせ、1ステージごとに4人を選んで派遣する。操作する隊員は自由に切り替えることが可能で、AIに操作されている隊員には簡単な指示を出すことができる。本作のミッションではスクリプト化されたイベントは発生せず、プレイヤーは様々な手段で攻略を試みることができる。
タイトルは映画『特攻大作戦』（原題:The Dirty Dozen）を参考としたものである。パブリッシャーのInfogramesは、元々は『特攻大作戦』のゲーム化を企画していたものの、ライセンスが非常に高額だったために断念していた。そこでnFusionがその代替となるゲームを開発することとなったのだが、ライセンスを取得していなかったため、直接映画の物語をなぞることはしなかった。
プレイヤーが率いるのは、有能ではありながらも規律上の問題を抱えた兵士ばかりが集められた部隊という設定で、彼らの訓練を視察した総司令官が「今まで見た中で最も致命的な12人の兵士」（the 12 most deadly men he has ever seen）と称したことから、「デッドリー・ダズン」と名乗り始めたとされている。
本作はいわゆるバリュータイトルであり、2001年当時の同ジャンルのゲームは平均して50ドル程度で販売されていたが、本作の定価は20ドルだった。また、開発期間も短く設定されていたため、シングルプレイヤーモードに注力するべく、マルチプレイヤーモードは搭載されなかった。当初はミッションエディタもなく、開発者ら自身も主にメモ帳を使ってミッションを作成していたという。
元々のコンセプトは、主に1960年代から1970年代に制作された戦争映画（『戦略大作戦』、『遠すぎた橋』、『史上最大の作戦』、『バルジ大作戦』、『砂漠の鼠』、『コマンド戦略』、『戦争のはらわた』など）の要素を含み、なおかつ歴史的に正確なアクションゲームというものだった。映画『プライベート・ライアン』も参考とされ、同作でうまく描かれた目まぐるしく変わる戦場の「雰囲気」をゲーム内で再現することが意識された。そのほか、Squad Leader、Up Front、Battalions In Crisisなどのボードゲームもアイデアに影響を与えたものだという。
ゲームとしては、Hidden & Dangerousのコンセプトを参考に開発された。見下ろし視点でコマンド隊員を操作するゲームという当初のアイデアは、後に完全な3Dグラフィック技術を取り入れたTPS/FPSというものへと発展した。分隊指揮システムは、ジャイアンツ シチズンカブトを参考にしたものである。
ゲームエンジンは自社開発のもので、当初は名前がつけられておらず、インタビューではnWorldと仮称されていた

## 評価
リリース後、本作は賛否両論の評価を受けた。Metacriticでは、7件のレビューに基づく56/100のスコアを付け、「賛否両論あるいは平均的」（mixed or average reviews）となっている。GameRankingsでは、12件のレビューに基づく61.33%のスコアを付けた。評価にあたって、発売時期が近かったReturn to Castle Wolfensteinやメダル・オブ・オナー アライドアサルトと比較されることもあった。

## 続編と再リリース
2002年、続編として太平洋戦線に舞台を移したデッドリー・ダズン パシフィック・シアターがリリースされた。
2017年、SteamにてRetroismをパブリッシャーとして再リリースされた。
2020年3月3日、パブリッシャーのZiggurat Interactiveは、80年代から90年代以降に開発された旧作の再リリースやリマスターを行っていく計画を発表し、その第一弾の1つとして本作のタイトルを上げた。3月20日、Zigguratより本作が再リリースされた。この際、本作にLine of Sight: VietnamとElite Warriors: Vietnamを加えたnFusion作品のバンドル販売も行われた。また、SteamでのパブリッシャーもRetroismからZigguratに変更されている
2022年1月21日、ZigguratはDeadly Dozen Reloadedを、PC、コンソール、Nintendo Switch向けに開発中であることを発表した。このバージョンでは、グラフィックやサウンドに加え、操作性なども現代的なものになるよう改善が加えられているという。